# Pegaptanib

Strukturformel von Pegaptanib-Octacosanatrium

Pegaptanib (Akronym aus dem engl. PEGylated aptamer angiogenesis inhibitor) ist ein Hemmstoff des vaskulären endothelialen Wachstumsfaktors (VEGF-Inhibitor) und dient zur Behandlung der feuchten altersabhängigen Makuladegeneration (AMD), einer Erkrankung des Auges.
Pegaptanib ist ein PEGyliertes 27mer RNA-Aptamer, in dem die Pyrimidin-Nukleoside (Cytidin, Uridin) 2'-Fluor- und 12 der 14 Purin-Nukleoside (Guanosin, Adenosin) 2'-O-Methyl-substituiert sind. Es war im Dezember 2004 das erste von der FDA zugelassene Aptamer. Mit der Einführung von überlegenen Therapieformen hat der Wirkstoff an Bedeutung verloren. In Deutschland wurde er deswegen vom Markt genommen.

## Entwicklung
Pegaptanib wurde von der Firma EyeTech Pharmaceuticals, Inc. entwickelt und mittels einer Lizenz an Pfizer übertragen. Pfizer finanzierte die späten klinischen Studien und übernahm das Marketing. Pfizer ist der Hersteller der in den Glaskörper des Auges (intravitreal) zu verabreichende Injektionslösung mit dem Handelsnamen Macugen. 2014 wurde die Zulassung auf PharmaSwiss Ceska Republika, ein Unternehmen der Valeant-Gruppe, übertragen.
Der Wirkstoff wird in Form seines gut wasserlöslichen Natriumsalzes Pegaptanib-Octacosanatrium eingesetzt.

## Wirkmechanismus

Sekundärstruktur von Pegaptanib

Ein Aptamer ist ein einzelner Nukleinsäure-Strang, der spezifisch an ein bestimmtes Target (Zielmolekül)  bindet (Schlüssel-Schloss-Prinzip). Pegaptanib bindet spezifisch an VEGF-A165, ein extrazelluläres Protein, das eine wichtige Rolle in der Bildung neuer Blutgefäße (Angiogenese) und für die erhöhte Durchlässigkeit (Permeabilität) von Blutgefäßen spielt. Beides sind pathologisch wichtige Vorgänge bei dem Verlust der Sehkraft durch AMD.
Durch das intravitreal, das heißt direkt in den Glaskörper des Auges, injizierte Aptamer soll die Gefäßneubildung (Neovaskularisation) gezielt gestoppt werden, indem der dafür verantwortliche Wachstumsfaktor VEGF (Vascular Endothelial Growth Factor) antagonisiert wird.

## Effektivität
Pegaptanib verlangsamt oder stoppt das Fortschreiten einer feuchten Makuladegeneration. Gegenüber unbehandelten Patienten wird bei Langzeitanwendung von Pegaptanib die Häufigkeit eines schweren Sehverlusts signifikant vermindert. In einer 2004 veröffentlichten Studie wurde durch Anwendung von Pegaptanib gegenüber scheinbehandelten Kontrollen (Placebo) eine signifikant erhöhte Chance auf gleichbleibende oder ansteigende Sehschärfe gefunden.  Allerdings ist die Frage ungeklärt, ob andere Therapieformen, etwa der Einsatz von Ranibizumab oder der PDT, überlegen oder gleichwertig und kostengünstiger sind.
Pegaptanib wird in Dosen à 0,3 mg alle sechs Wochen einmal intravitreal injiziert.

## Nebenwirkungen
In den meisten Fällen wurden Nebenwirkungen auf das Injektionsverfahren zurückgeführt, siehe daher bezüglich der Nebenwirkungen bei einer intravitrealen Injektion